# Taira Shige
Taira Shige (茂 平 Shige Taira?, Nagasaki, 9 de abril de 1993) es un futbolista japonés que juega como centrocampista en el Oita Trinita.

## Trayectoria

### Clubes
| Club                | País  | Año       |
| ------------------- | ----- | --------- |
| Nara Club           | Japón | 2016      |
| Giravanz Kitakyushu | Japón | 2017-2019 |
| Blaublitz Akita     | Japón | 2020-2022 |
| Oita Trinita        | Japón | 2023-     |